# Vela nos Jogos Pan-Americanos de 2023
As competições de vela nos Jogos Pan-Americanos de 2023 em Santiago, no Chile, foram realizadas de 28 de outubro a 5 de novembro de 2023 na Confraria Náutica do Pacífico, em Algarrobo e na praia El Quisco, em El Quisco.
Um total de 13 eventos foram disputados, marcando um aumento de dois em relação aos Jogos Pan-Americanos de 2019. A classe Sunfish foi dividida em duas, com um evento para cada gênero. A classe Kite também foi dividida em dois, com homens e mulheres competindo em eventos separados. Por fim, a classe RS:X foi substituída pela IQFoil.

## Qualificação
Um total de 172 velejadores (82 homens e 90 mulheres) poderiam se qualificar para competir. Cada Comitê Olímpico Nacional poderia inscrever no máximo um barco em cada uma das 13 categorias, com o limite de 19 atletas (nove homens e dez mulheres). Cada categoria teve diferentes eventos qualificatórios a partir de 2021. O país-anfitrião, Chile, teve qualificação automática em todas as 13 classes (19 atletas).
Pela primeira vez na história, mais mulheres que homens se qualificaram, após a mudança do formato da classe Lightning para duas mulheres e um homem em cada barco. O vencedor de cada categoria individual nos Jogos Pan-Americanos Júnior de 2021, em Cáli, também teve vaga automática. CONs que conquistaram vagas em Cáli 2021 poderiam qualificar outro barco na mesma categoria. A vaga conquistada no Pan Júnior foi nominal ao velejador, não podendo ser transferida para outro competidor. Um total de quatro vagas de universalidade estiveram disponíveis (duas em cada evento da Laser e Laser Radial).

## Nações participantes
Ao todo, 27 CONs qualificaram pelo menos um velejador em uma das classes, com a quantidade de competidores representada entre parênteses.
- ANT Antígua e Barbuda (1)
- ARG Argentina (18)
- ARU Aruba (2)
- BER Bermudas (2)
- BRA Brasil (17)
- CAN Canadá (11)
- CHI Chile (18)
- COL Colômbia (4)
- CUB Cuba (1)
- ESA El Salvador (1)
- ECU Equador (4)
- EAI Equipe de Atletas Independentes (2)
- USA Estados Unidos (17)
- CAY Ilhas Cayman (1)
- ISV Ilhas Virgens Americanas (2)
- MEX México (7)
- PER Peru (8)
- PUR Porto Rico (3)
- DOM República Dominicana (2)
- LCA Santa Lúcia (1)
- URU Uruguai (4)
- VEN Venezuela (3)

## Medalhistas
Masculino
| Evento           | Ouro                                       | Prata                                    | Bronze                                                  |
| ---------------- | ------------------------------------------ | ---------------------------------------- | ------------------------------------------------------- |
| IQFoil detalhes  | Mateus Isaac BRA Brasil                    | Ethan Westera ARU Aruba                  | Noah Lyons USA Estados Unidos                           |
| ILCA 7 detalhes  | Stefano Peschiera PER Peru                 | Clemente Seguel CHI Chile                | Juan Ignacio Maegli EAI Equipe de Atletas Independentes |
| 49er detalhes    | Ian Barrows Hans Henken USA Estados Unidos | Hernán Umpierre Fernando Diz URU Uruguai | William Jones Justin Barnes CAN Canadá                  |
| Sunfish detalhes | Lee Parkhill CAN Canadá                    | Jean Paul de Trazegnies PER Peru         | Diego González CHI Chile                                |
| Kite detalhes    | Bruno Lobo BRA Brasil                      | Tiger Tyson ANT Antígua e Barbuda        | Deury Corniel DOM República Dominicana                  |

Feminino
| Evento           | Ouro                                  | Prata                                       | Bronze                                           |
| ---------------- | ------------------------------------- | ------------------------------------------- | ------------------------------------------------ |
| IQFoil detalhes  | Mariana Aguilar MEX México            | Dominique Stater USA Estados Unidos         | Demita Vega MEX México                           |
| ILCA 6 detalhes  | Erica Reineke USA Estados Unidos      | Sarah Douglas CAN Canadá                    | Luciana Cardozo ARG Argentina                    |
| 49erFX detalhes  | Martine Grael Kahena Kunze BRA Brasil | Alexandra Ten Hove Mariah Millen CAN Canadá | Stephanie Roble Margaret Shea USA Estados Unidos |
| Sunfish detalhes | Caterina Romero PER Peru              | Philipine van Aanholt ARU Aruba             | María José Poncell CHI Chile                     |
| Kite detalhes    | Daniela Moroz USA Estados Unidos      | Catalina Turienzo ARG Argentina             | Maria do Socorro Reis BRA Brasil                 |

Misto
| Evento             | Ouro                                                               | Prata                                                    | Bronze                                                  |
| ------------------ | ------------------------------------------------------------------ | -------------------------------------------------------- | ------------------------------------------------------- |
| Snipe detalhes     | Julio Alsogaray Marlena Sciarra ARG Argentina                      | Ernesto Rodriguez Kathleen Tocke USA Estados Unidos      | Rafael Martins Juliana Duque BRA Brasil                 |
| Lightning detalhes | Allan Terhune Jr. Madeline Baldridge Sarah Chin USA Estados Unidos | Pedro Robles Paula Herman Carmina Malsch CHI Chile       | Javier Conte Martina Silva Trinidad Silva ARG Argentina |
| Nacra 17 detalhes  | Mateo Majdalani Eugenia Bosco ARG Argentina                        | David Liebenberg Sarah Newberry-Moore USA Estados Unidos | Samuel Albrecht Gabriela Nicolino BRA Brasil            |

## Quadro de medalhas
| Ordem | País                                | Medalha de ouro | Medalha de prata | Medalha de bronze |    |
| ----- | ----------------------------------- | --------------- | ---------------- | ----------------- | -- |
| 1     | USA Estados Unidos                  | 4               | 3                | 2                 | 9  |
| 2     | BRA Brasil                          | 3               |                  | 3                 | 6  |
| 3     | ARG Argentina                       | 2               | 1                | 2                 | 5  |
| 4     | PER Peru                            | 2               | 1                |                   | 3  |
| 5     | CAN Canadá                          | 1               | 2                | 1                 | 4  |
| 6     | MEX México                          | 1               |                  | 1                 | 2  |
| 7     | CHI Chile                           |                 | 2                | 2                 | 4  |
| 8     | ARU Aruba                           |                 | 2                |                   | 2  |
| 9     | ANT Antígua e Barbuda               |                 | 1                |                   | 1  |
|       | URU Uruguai                         |                 | 1                |                   | 1  |
| 11    | EAI Equipe de Atletas Independentes |                 |                  | 1                 | 1  |
|       | DOM República Dominicana            |                 |                  | 1                 | 1  |
| TOTAL | TOTAL                               | 13              | 13               | 13                | 39 |